# ReinMeer Aomori
ReinMeer Aomori (em japonês:  ラインメール青森 - Rainmēru Aomori) é um clube de futebol japonês, com sede em Aomori. Atualmente disputa a JFL, a quarta divisão do país.
Seu primeiro nome é uma junção entre Rein ("limpo" em alemão) e Meer ("mar").

## História
Fundado em 1995, disputou a Tohoku Soccer League (uma das ligas regionais do futebol japonês) entre 2009 e 2015, quando foi promovido à JFL. A equipe pretende chegar à J-League em 2030.
Pela Copa do Imperador, disputou 3 edições, tendo seu melhor desempenho em 2020, quando caiu na quarta fase após ser derrotado pelo Fukui United (clube da Liga de Futebol de Hokushinetsu) por 2 a 1.